# غاب بليني
الغاب البليني أو القصب نوع نباتي ينتمي إلى جنس الغاب من الفصيلة النجيلية. يعده بعض علماء النبات صنفا من الغاب العملاق.

## الانتشار والتأقلم
موطنه المناطق الدافئة في حوض البحر الأبيض المتوسط حيث ينتشر في بلاد الشام والمغرب العربي وقبرص وتركيا وكثير من مناطق أوروبا. ينتشر في بعض المناطق الساحلية في إسبانيا وفرنسا والبرتغال.

## الوصف النباتي
معمر يصل ارتفاعه إلى أكثر من ثلاثة أمتار. الساق قصبة مجوفة قاسية يتحول لونها إلى الأصفر.